# Gobrias (noble)
Gobrias (en persa antiguo: Gaubaruva) (¿-?), fue un noble persa recordado por ser uno de los conspiradores contra Gaumata.

## Contexto histórico
Según la inscripción de Behistún, en marzo del 522 a. C., un mago llamado Gaumata obtuvo el poder en el Imperio aqueménida haciéndose pasar por Esmerdis, el hermano del rey Cambises II. Gaumata pudo hacerlo ya que el Esmerdis verdadero había sido secretamente asesinado por orden de su hermano. Inmediatamente Cambises marchó contra el usurpador, pero murió antes de llegar a Persia. El falso Esmerdis pudo así gobernar.
Según el historiador griego Heródoto de Halicarnaso, Ótanes, hermano de la madre de Cambises y Esmerdis, fue el primero en sospechar del engaño. Ótanes invitó a Aspatines y Gobrias a tratar el asunto. Juntos decidieron compartir el secreto con otros tres conspiradores: Hidarnes, Intafrenes y Megabizo I. Estaban todos haciendo planes cuando llegó Darío y se les añadió. Convenció a los otros de que lo mejor era actuar inmediatamente. Así, el 29 de septiembre del 522 a. C., mataron al falso Esmerdis. Darío fue nombrado rey.
No obstante, la crítica actual cree que en realidad no hubo ningún tal falso Esmerdis, sino que era el verdadero hijo de Ciro. De este modo Darío y los otros conspiradores inventarían esta historia para legitimar su asalto al poder.

## Personaje importante
Como recompensa, Darío nombró a Gobrias «portador de la lanza» (arštibara). Se le representa de esta forma en la inscripción de Behistún y en la tumba de Darío I en Naqsh-e Rostam, donde adicionalmente aparece escrita la frase «Gobrias de Pâtišuvariš, portador de la lanza de Darío». No está claro el significado de 'Pâtišuvariš, quizás se refiere a un poblado, a un clan o a una región montañosa al norte de Irán, probablemente en Mazandaran.
En otoño del 521 a. C., Gobrias fue enviado a Elam, donde derrotó al rey rebelde Atamaita. Después de esto, sirvió como sátrapa de Elam. Según Heródoto, también tomó parte en la desastrosa campaña de Darío contra los escitas, que tuvo lugar en 514 a. C. o en 513 a. C.
Vivía aún en marzo del 498 a. C., cuando estaba, según una de las tablillas de Persépolis, de viaje oficial por las montañas del este elamita. De acuerdo al mismo texto, Gobrias era el hombre del imperio aqueménida que recibía mayores pagos por su labor, lo que sugiere que era el más importante después del rey y del príncipe. El noble Intafrenes, «portador del arco» de Darío, estaba probablemente situado a su mismo nivel.
Gobrias se casó con una hermana de Darío, Artazostra o Radušdukda (hija de Histaspes). La pareja tuvo un hijo, Mardonio, importante general persa en dos expediciones a Grecia. Una hija de Gobrias de un anterior matrimonio se casó con Darío.